# Pawieł Łazimir
Pawieł Jewgienjewicz Łazimir (ros. Па́вел Евге́ньевич Лазими́р, ur. 21 stycznia 1891 w Rewlu, zm. 20 czerwca 1920 w Krzemieńczuku) – rosyjski rewolucjonista, przewodniczący Piotrogrodzkiego Komitetu Wojskowo-Rewolucyjnego (1917).
Podczas I wojny światowej służył w rosyjskiej armii, członek partii eserowskiej, 1917 członek Komitetu Wykonawczego Rady Piotrogrodzkiej. Od 25 października do 18 grudnia 1917 przewodniczący Piotrogrodzkiego Komitetu Wojskowo-Rewolucyjnego, od 9 do 23 listopada 1917 członek Rady Komisarzy Ludowych Rosyjskiej Republiki Radzieckiej do wojskowych spraw morskich, od grudnia 1917 do 1918 członek Partii Lewicowych Eserowców, następnie RKP(b). Od 30 listopada 1917 członek Kolegium NKWD RFSRR, później członek Kolegium Ludowego Komisariatu Spraw Wojskowych RFSRR, od 9 do 27 października 1918 członek Rady Wojskowo-Rewolucyjnej Frontu Południowego, następnie szef Zarządu Zaopatrzenia Frontu Południowego. Zmarł na tyfus.